# Glenn Durfort
Glenn Durfort (Paramaribo, 29 juni 1954) is een Surinaamse acteur en regisseur.
Durfort volgde de toneelschool in Amsterdam. Hij had in 1987 in Donna Donna een kleine rol en speelde daarna in verschillende films en toneelstukken. Later volgde hij in Londen aan de filmschool daar regie en productie. Hij was regisseur en coproducent van de film Shooters in (2002).

## Rollen
- Het bloed kruipt - Jongen (1985)
- Nieuwe buren - Glen (1987)
- Donna Donna - Stanley (1987)
- Laat maar zitten - Sunny (1988-1989)
- Dierbaar - Barkeeper (1991)
- We zijn weer thuis - (1991-1994)
- Vrouwenvleugel - Latali (1993)
- Niemand de deur uit! - Vakbondsleider (1993)
- Shooters - Glenn (2002)
- Spivs - Glenn (2004)
- Enneagram - Perronopzichter (2005)
- Leef! - Surinaamse man (2005)
- Bolletjes Blues - Ome Edje (2006)
- Kicks - Jeffrey (2007)
- Sextet (2007)
- Koning van Katoren - Burgemeester Uikumene (2012)
- Flikken Maastricht - Wesly (2014)
- Aanmodderfakker - Manager mediamarkt (2014)
- Half leeg - Zwerver (2015)
- Noord Zuid - Hen (2015)
- SpangaS - Hugo Zuiverloon (2015)
- Flikken Rotterdam - Sjors (2016)
- Tuintje in mijn hart - Taxichauffeur (2017)
- De Spa - Dominee Trustfull (2018)